# クラゾラム
クラゾラム（Clazolam、SAH-1123）は、イソキナゼポン（英：isoquinazepon）とも呼ばれ、ベンゾジアゼピンとテトラヒドロイソキノリン誘導体が融合した薬物である。1960年代に開発されたが、販売されることはなかった。抗不安薬としての作用があり、抗うつ薬としての作用もあるとされている。

## 関連記事
- ベンゾジアゼピン
- テトラヒドロイソキノリン